# Biserica reformată din Orașul de Jos, Târgu Mureș
Biserica Reformată din Orașul de Jos (maghiară Alsóvárosi református templom) a fost construită între anii 1988-1991 în strada Ludușului din Târgu Mureș. Este unul din principalele edificii reformate din oraș.

## Istoria
Biserica din Orașul de Jos s-a format la 1 mai 1957, atunci când parohia reformată din Târgu Mureș s-a separat în trei parohii independente: Biserica din Cetate, Biserica Reformată cu un Turn și Orașul de Jos. Acest eveniment a fost consemnat în registrul păstrat de preotul Árus Lajos. În timp ce primele parohii aveau propriile locașe de cult, reședințe parohiale, vii și alte proprietăți, Orașul de Jos avea doar zona desemnată pe hartă. 
După 1976, s-a solicitat de mai multe ori aprobarea planului întocmit și modificat de mai multe ori pentru construirea bisericii și a casei parohiale, dar reprezentanții regimului comunist au respins cererea în repetate rânduri. În 1988 când s-a dat ordinul de demolare a parohiei din str. Lungă, presbiteriatul a refuzat să coopereze în acest sens până la acordarea autorizației de construire a bisericii. Acest lucru s-a întâmplat chiar în luna februarie a aceluiași an, datorită în mare parte și faptului că parohiile înfrățite din Olanda și Elveția au oferit o sumă considerabilă în valută pentru construire. Acest ajutor a fost un factor decisiv întrucât condiția impusă de Inspectoratul Teritorial de Construcții pentru a ajuta la obținerea autorizației de construire de la București a fost aceea ca finanțarea lucrării să fie făcută în întregime cu valută de la proiectare până la terminarea construcției.
În data de 8 decembrie 1991 a avut loc sfințirea bisericii de către episcopul Eparhiei Reformate din Transilvania, Kálmán Csiha.

## Biserici înfrățite
- Miheșu de Câmpie, România
- Kunszentmiklós, Ungaria
- Schoonhoven, Olanda